# Altenberg bei Linz
Altenberg bei Linz je městys v rakouské spolkové zemi Horní Rakousy, v okrese Urfahr-okolí.

## Obyvatelstvo
K 1. lednu 2015 zde žilo 4 467 obyvatel.

## Osobnosti
- Christina Stürmer (zpěvačka)